# George Enescu (település)
George Enescu település Romániában Moldvában, Botoșani megyében.

## Fekvése
A DN 29A úton északnyugat felé, Dorohojtól 10 km-re fekvő bekötőúton.

## Leírása
Itt, az egykor Liveni néven nevezett községben született és itt töltötte gyermekkorát George Enescu (1885-1955) neves komponista.
Szülőháza a község szélén áll, ma emlékmúzeum van benne, ahol igyekeztek megőrizni a zeneszerző és családja egykori környezetét.